# Hans Brantner & Sohn Fahrzeugbau

Zweiachskipper von Brantner in Wilhersdorf, Ober-Grafendorf, Österreich

Die Hans Brantner & Sohn Fahrzeugbaugesellschaft m. b. H. ist ein österreichischer Nutzfahrzeug- und Landmaschinenhersteller mit Sitz in Laa an der Thaya im nördlichen Weinviertel. Mit rund 300 Mitarbeitern werden etwa 50 Millionen Euro umgesetzt.
Das Unternehmen entwickelte sich aus einer Schmiede und wurde 1948 als Anhängerhersteller gegründet. Es baut landwirtschaftliche Anhänger, insbesondere Kipper, in großer Typenvielfalt. Bei Kippanhängern für die Landwirtschaft ist das Unternehmen der größte Hersteller in Westeuropa. In Österreich beträgt der Marktanteil etwa 65 %.

## Geschichte
Das Unternehmen entwickelte sich aus einer Schmiede. 1954 wurden die ersten mechanischen Kipper gebaut, die 1958 von hydraulischen Kippern abgelöst wurden. 1969 wurden die Werkstätten in der Innenstadt teilweise verlassen und ein Produktionsstandort am Rande der Stadt errichtet. Zehn Jahre später wurde die Hallenbaugesellschaft m.b.H. als weiterer Geschäftszweig gegründet. In der Sparte Hallenbau werden Stahlbau-Projekte für Landwirtschaft und Gewerbe abgewickelt. 1982 übernahm Hans Brantner junior die Funktion des Geschäftsführers.
Hans Brantner übernahm die Geschäftsführung von seinem Vater Ende 2015. Die erste Laserschneidmaschine wurde in der Folge angeschafft. Mittlerweile verfügt Brantner über ein 2-D-Laserschneidzentrum, eine 3-D-Rohrlaseranlage, Schweißanlagen mit 6-Achs-Knickarmrobotern, eine Schweißroboterzelle zur Kleinteilefertigung, Plasmaschneidanlagen, CNC-Abkantpressen und eine Folienschweißnahtmaschine.
Im Jahr 2010 installierte das Unternehmen nach eigenen Angaben die damals weltweit größte Korrosionsschutz-Anlage.
Neben dem Fahrzeugbau ist das Unternehmen auch im Autohandel sowie im Hallen- und Metallbau tätig.

## Produkte
Mit über 125.000 produzierten Anhängern hat sich Brantner zu einem der größten Agrarkipperhersteller Europas entwickelt. Im Jahr 2018 wurde die Sparte Streutechnik des österreichischen Herstellers Kirchner übernommen.
Zum Produktportfolio gehören neben Kippanhängern in verschiedenen Konfigurationen bis 24 t Gesamtgewicht auch Plattformwagen und Streufahrzeuge.